# Georges Migot
Georges Migot (ur. 27 lutego 1891 w Paryżu, zm. 5 stycznia 1976 w Levallois) – francuski kompozytor.

## Życiorys
W wieku 6 lat rozpoczął lekcje gry na fortepianie. Kształcił się w Konserwatorium Paryskim, gdzie jego nauczycielami byli Charles-Marie Widor (kompozycja), Vincent d’Indy (dyrygentura), Maurice Emmanuel (historia muzyki) oraz Alexandre Guilmant i Eugène Gigout (organy). Po wybuchu w 1914 roku I wojny światowej zmobilizowany do wojska i wysłany na front, został ciężko ranny pod Longuyon i zdemobilizowany. Zdobył Prix Lili Boulanger (1918), Prix Lepaulle (1919) i Prix Halphen (1920), dwukrotnie (1919 i 1920) bezskutecznie ubiegał się również o Prix de Rome. W 1921 roku otrzymał nagrodę Fundacji im. Blumenthala. W latach 20. i 30. XX wieku jego twórczość cieszyła się uznaniem, a sam Migot odbył podróże m.in. do Włoch, Szwajcarii i Holandii. Po wybuchu w 1939 roku II wojny światowej napisał sonatę fortepianową Polonia, zadedykowaną walczącym Polakom. W późniejszym okresie swojej twórczości zwrócił się ku tematyce religijnej, czego wyrazem jest tworzony w latach 1936–1954 cykl oratoriów opartych na życiu i śmierci Jezusa Chrystusa. Od 1949 do 1961 roku pełnił funkcję konserwatora w Musée du Conservatoire w Paryżu.
Zajmował się także poezją i malarstwem, w 1917, 1919 i 1921 roku zorganizował w Paryżu wystawy swoich obrazów. Był autorem prac Essais pour une esthétique générale (Paryż 1920, 2. wyd. 1937), Appoggiatures résolues et non résolues (3 tomy, Paryż 1922–1931), Jean-Philippe Rameau et le génie de la musique française (Paryż 1930), Lexique de quelques termes utilisés en musique (Paryż 1947), Matériaux et inscriptions (Tuluza 1970) i autobiografii Kaléidoscope et miroirs ou les images multipliées et contraires (Tuluza 1970).

## Twórczość
W swojej twórczości nawiązywał do tradycji muzyki francuskiej. Stworzył oryginalny język muzyczny, cechujący się zastosowaniem środków polifonicznych, ewolucjonizmem melodycznym, linearyzmem faktury oraz występowaniem modalizmów. Inspiracji dla swoich utworów szukał w różnych źródłach: sztuce orientalnej, śpiewie ptaków, tematyce biblijnej. Początkowo uprawiał twórczość instrumentalną, później zwrócił się głównie ku dziełom wokalnym i wokalno-instrumentalnym.

## Wybrane kompozycje
(na podstawie materiałów źródłowych)

### Utwory orkiestrowe
- 13 numerowanych symfonii (I Les Agrestides 1919–1920, II 1927, III 1943–1949, IV 1946–1947, V Sinfonia da chiesa na orkiestrę dętą 1955, VI na smyczki 1944–1951, VII na orkiestrę kameralną 1948–1952, VIII na 15 instrumentów dętych i 2 kontrabasy 1953, IX na smyczki niedokończona, X 1962, XI na orkiestrę dętą 1963, XII 1954–1964, XIII Du temps et de l’espace 1967)
- Petite symphonie en trois mouvements enchaines na smyczki (1970)
- La Paravent de laque aux cinq images (1920)
- La Fête de la bergere (1921)
- Trois ciné-ambiances (1922)
- Dialogue na fortepian i orkiestrę (1922–1925)
- Dialogue na wiolonczelę i orkiestrę (1922–1926)
- Suite na skrzypce i orkiestrę (1924)
- Suite na fortepian i orkiestrę (1927)
- Suite en concert na harfę i orkiestrę (1928)
- La Jungle na organy i orkiestrę (1928)
- Prélude pour un poète (1929)
- suita Le Livre des danceries (1931)
- Le Zodiaque (1931–1939)
- Koncert fortepianowy (1962)
- Phonie sous-marine (1962)
- Koncert na klawesyn i orkiestrę kameralną (1967)

### Utwory kameralne
- Trio na obój, skrzypce i fortepian (1906)
- Les Panjues na 2 skrzypiec, altówkę i fortepian (1909)
- Sonata skrzypcowa (1911)
- Trio na skrzypce, altówkę i fortepian (1918)
- 3 kwartety smyczkowe (1921, 1957, 1966)
- Dialogue No. 1 (1922) i No. 2 (1929) na wiolonczelę i fortepian
- Dialogue No. 1 (1923) i No. 2 (1925) na skrzypce i fortepian
- Kwartet na 2 klarnety, rożek basetowy i klarnet basowy (1925)
- Suita na flet (1931)
- Trio fortepianowe (1935)
- Trio na obój, klarnet i fagot (1944)
- Trio smyczkowe (1944–1945)
- Sonata fletowa (1945)
- Sonate luthée na harfę solo (1949)
- Pastorale na 2 flety (1950)
- 2 sonaty na skrzypce solo (1951, 1959)
- Sonata na klarnet solo (1953)
- Sonata na fagot solo (1953)
- Kwintet na flet, obój, klarnet, róg i fagot (1954)
- Sonata na wiolonczelę solo (1954)
- Kwartet na 2 skrzypiec i 2 wiolonczele (1955)
- Kwartet saksofonowy (1955)
- Sonata wiolonczelowa (1958)
- Sonata na wiolonczelę solo (1958)
- Kwartet na flet, skrzypce, wiolonczelę i fortepian (1960)
- Sonata gitarowa (1960)
- Kwartet na skrzypce, altówkę, wiolonczelę i fortepian (1961)
- Suita na 2 wiolonczele (1962)
- Suita na rożek angielski i fortepian (1963)
- Introduction pour un concert de chambre na 5 instrumentów smyczkowych i 5 instrumentów dętych (1964)
- Trio na flet, wiolonczelę i harfę (1965)

### Utwory fortepianowe
- 8 préludes (1925)
- Le petit fablier (1927)
- Prélude, salut et danse (1927)
- Ad usum Delphini (1928)
- Le zodiaque (1932)
- Le calendrier du petit berger (1932)
- 3 nocturnes dantesques (1934)
- La „Nimura” (1934)
- Le livre d’Anne-Marie (1939)
- Sonata „Polonia” (1939)
- 5 études en forme de suite na prawą rękę (1941)
- 4 nocturnes (1946)
- 12 préludes (1947)
- Sonatine sur les touches blanches (1950)

### Utwory na chór a cappella
- Saint Germain d’Auxerre (1947)
- Le petit évangéliaire (1952)
- 10 Noëls anciens (1952)
- Requiem (1953)
- 5 choeurs (1960)

### Utwory wokalno-instrumentalne
- kantata Le cortège d’Amphitrite (1923)
- kantata Vini vinoque amor (1937)
- kantata Les Nativités (1951)
- Cantate de la vie meilleure (1956)
- oratorium Le sermon sur la montague (1936)
- oratorium La Passion (1939–1946)
- oratorium L’Annonciation (1943–1946)
- oratorium La Mise au tombeau (1948–1949)
- oratorium La Resurrection (1953)
- Mystère orphique na głosy i orkiestrę (1951)
- La Nativité de Notre Seigneur na solistów, chór i instrumenty (1954)
- Liturgie oecuménique na 3 głosy i organy (1959)
- Répons et cantiques liturgiques na chór i organy (1965)

### Utwory sceniczne
- symfonia liryczno-choreograficzna Hagoromo (wyst. Monte Carlo 1922)
- opera kameralna Le Rossignol en amour (1926–1928, wyst. Genewa 1937)
- opera koncertowa Cantale d’amour (1949–1950)
- opera koncertowa La Sulamite (1969–1970)
- polyphonie spatiale L’Arche (1971)